# Leo von zur Mühlen
Leo Erwin von zur Mühlen (* 29. Juli 1888 in Dorpat; † 21. Dezember 1953 in Moskau) war ein deutschbaltischer Geologe und Hochschullehrer.

## Leben

### Herkunft und Familie
Sein Vater Max von zur Mühlen (1850–1918) war Fischereidirektor von Livland, Estland und Kurland. 
Er war seit 1920 mit Auguste von Naumann verheiratet.

### Werdegang
Von zur Mühlen besuchte das Gymnasium in Dorpat und Pernau und studierte 1908 bis 1913 Naturwissenschaften mit dem Schwerpunkt Geologie an der Kaiserlichen Universität Dorpat, wobei er 1911 die Goldmedaille der Universität für eine geologische Preisschrift erhielt und schon als Student veröffentlichte. 1910 nahm er an einer Kaukasus-Expedition teil. 1914 wurde er an der Albert-Ludwigs-Universität Freiburg promoviert. Danach war er an der Moorversuchsanstalt in Jönköping in Schweden und 1915 bis 1916 Assistent an der Schwedischen Geologischen Landesanstalt und ab 1916 war er zunächst Assistent und ab 1918 Staatsgeologe an der Preußischen Geologischen Landesanstalt (PGLA), an der er Bezirksgeologe wurde und bis 1933 blieb. Dort befasste er sich mit der Kartierung von Schlesien, mit der Geologie von Pommern und des Ostens von Mecklenburg (Tonerde-Lager) und Bodenschätzen in der Sowjetunion, besonders im Ural. 1928 unternahm er eine Exkursion nach Turkmenistan, das Alaigebirge und den Westen von Tian Shan und 1930/31 nach Äthiopien und nochmals 1937 mit einer von ihm geleiteten deutsch-italienischen Expedition zur Suche nach Bodenschätzen. Er habilitierte sich 1925 in Geologie und Lagerstättenkunde an der TH Charlottenburg, war dort Privatdozent und wurde 1933 zum nichtbeamteten außerordentlichen Professor ernannt. Im April 1934 wurde er gegen den Willen der zuständigen Fakultät als ordentlicher Professor für Geologie und Paläontologie an die TH Aachen berufen. Von 1936 bis 1945 ordentlicher Professor an der TH Charlottenburg, an der er 1937 bis 1942 Dekan der Bergbaufakultät war. 1937 wurde er Vorsitzender der Deutschen Vereinigung für Angewandte Geologie. 
Von zur Mühlen war seit Anfang März 1930 Mitglied der NSDAP (Mitgliedsnummer 207.859). 1933 wurde er zum Obmann des NS-Lehrerbundes (NSLB) an der Technischen Hochschule Berlin und zum Reichsfachobmann des NSLB für Geologie ernannt. 1935/36 war er Ratsherr der Stadt Aachen. Während des Zweiten Weltkrieges wurde der Experte für Russland und Bodenschätze im Oktober 1943 Präsident von Alfred Rosenbergs Reichszentrale für Ostforschung.
Nach Kriegsende wurde er 1947 von den sowjetischen Besatzern während eines Besuchs in Halle an der Saale festgenommen. Er wurde nach Sibirien ins Arbeitslager Workuta verbracht, wo er bis 1953 festgehalten wurde. Er starb in Moskau.
1918 leistete er in Deutschland Wehrdienst und gehörte von 1918 bis 1919 dem Baltenregiment an.

## Schriften
- Die Lagerstätten von Wolfram, Zinn und Molybdän in Russland, Schweizerbart 1926
- Im Banne des äthiopischen Hochlandes, Verlag Oestergaard, 2. Auflage 1936
- Grundzüge des geologischen Baus des Hochlandes von Wollega und der Dabussteppe in Westabessinien, Zeitschrift der deutschen geologischen Gesellschaft, Band 88, 1936, S. 1–29